# Kilstett
Kilstett es una localidad y comuna francesa, situada en el departamento de Bajo Rin en la región de Alsacia.
| 1161 | 1257 | 1548 | 1510 | 1406 | 1923 | 2281 |
| Para los censos de 1962 a 1999 la población legal corresponde a la población sin duplicidades (Fuente: INSEE [Consultar]) |      |      |      |      |      |      |

## Historia
El 5 de enero de 1945, Kilstett fue escenario de combates entre fuerzas francesas de la 2ª División Blindada y unidades del ejército alemán durante la operación Nordwind.